# Dawley
Dawley är en ort i civil parish Great Dawley, i kommunen Telford and Wrekin, i grevskapet Shropshire, i England. Ward hade 9 584 invånare år 2011. Dawley var en civil parish fram till 1974. Civil parish hade 9 558 invånare år 1961. Dawley var ett distrikt från 1894 till 1974 då den blev en del av Wrekin. Byar nämndes i Domedagsboken (Domesday Book) år 1086, och kallades då Dalelie.